# 카말 하산

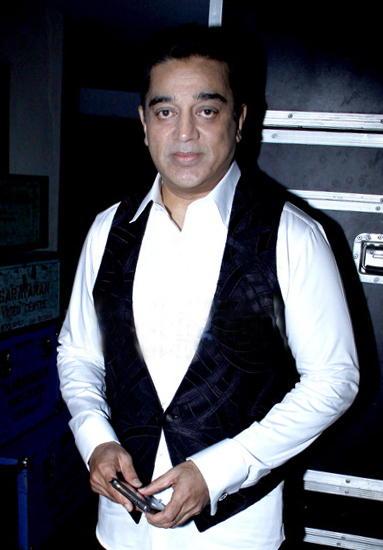
Haasan (2014)

카말 하산(Kamal Haasan, 1954년 11월 7일 ~ )은 인도의 배우, 영화 프로듀서, 각본가, 영화 감독,정치가, 안무가, 가수, 작사가, 작곡가, 영화배우이다.

## 영화
- 특수요원 K (2019년)
- 최고의 악당 (2015년)
- 비쉬와루팜 (2013년) - 비쉬와나단 역
- 비루만디 (2004년)
- 헤이 람 (2000년)
- 비위 넘버 원 (1999년)
- 비라사트 (1997년)
- 문드로 무디추 (1976년)